# Dragoș Ujeniuc
Dragoș Ujeniuc (n. 20 noiembrie 1944, satul Pătrăuți, județul Suceava) este un politician român, fost membru al Parlamentului României, ales pe listele PNL în legislatura 2004-2008. În cadrul activității sale parlamentare, Dragoș Ujeniuc a fost membru în grupurile parlamentare de prietenie cu Republica Estonia, Regatul Suediei, Republica Slovacă, Regatul Danemarcei.   